# Martin Huba

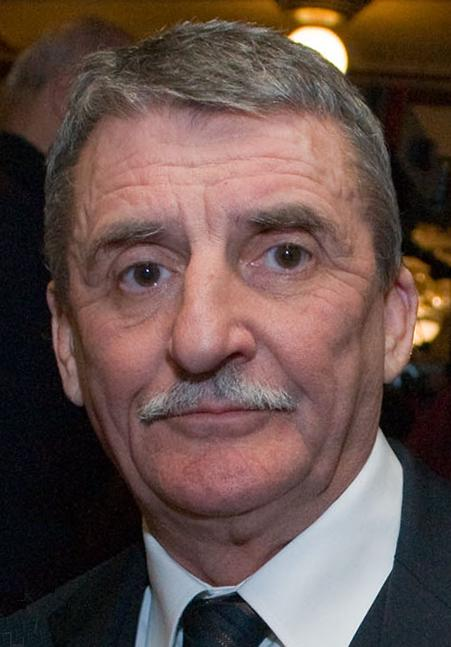
Martin Huba (2010)

Martin Huba (* 16. Juli 1943 in Bratislava) ist ein slowakischer Schauspieler.

## Leben
Martin Huba ist der Sohn des Schauspielers Mikuláš Huba und der Opernsängerin Mária Kišonová-Hubová. Er schloss 1964 sein Schauspielstudium an der Hochschule für Musische Künste Bratislava (VŠMU) ab. Anschließend fand er Arbeit am Staatstheater Košice. Von 1967 bis zu seiner Schließung 1971 war er Mitglied am Theater Divadlo na Korz. Seit 1976 ist er Mitglied des Slowakischen Nationaltheater. Vom 16. Oktober 2005 bis zum 15. April 2006 wurde er vorübergehend sogar Direktor des Theaters.
Als Filmschauspieler ist Huba seit Mitte der 1970er tätig. Er spielte dabei in Filmen wie An die Gewehre, Rebellen, Wir müssen zusammenhalten und Die Jahreszeit des Glücks mit. Für seine Darstellung des Skřivánek in Jiří Menzels preisgekrönter Literaturverfilmung Ich habe den englischen König bedient wurde Huba 2006 mit dem Český lev als Bester Nebendarsteller geehrt. Zwei weitere Nominierungen folgten 2010, einmal als Nebendarsteller für seine Darbietung in 3 Seasons in Hell und einmal als Bester Hauptdarsteller für seine Rolle in dem Drama Kawasakiho ruze.
Während der Parlamentswahl in der Slowakei 1990 trat er erfolgreich als Kandidat für Öffentlichkeit gegen Gewalt an.

## Filmografie (Auswahl)
- 1974: An die Gewehre, Rebellen (Do zbrane, kuruci!)
- 2000: Wir müssen zusammenhalten (Musíme si pomáhat)
- 2005: Die Jahreszeit des Glücks (Štěstí)
- 2006: Ich habe den englischen König bedient (Obsluhoval jsem anglického krále)
- 2009: 3 Seasons in Hell (3 sezóny v pekle)
- 2009: Kawasakiho ruze
- 2013: Burning Bush – Die Helden von Prag (Hořící keř)
- 2016: Die Geliebte des Teufels (Lída Baarová)
- 2020: Als ein Stern vom Himmel fiel (O vánoční hvězdě)
- 2023: Krakonos Geheimnis (Krakonošovo tajemství)